# Beqir Haçi
Beqir Haçi (ur. 1907 w Borshu, zm. 1990) – albański nauczyciel i tłumacz.

## Życiorys
W 1926 roku ukończył szkołę średnią w Tiranie. W 1933 roku wyjechał do Florencji w celu podjęcia studiów pedagogicznych na Uniwersytecie Florenckim. Po ich ukończeniu wrócił do Albanii, gdzie do 1946 roku pracował jako nauczyciel; z powodu swoich poglądów politycznych został jednak pozbawiony prawa do wykonywania zawodu oraz osadzony na okres 6 lat w jednym z albańskich zakładów karnych.
W 1929 roku przetłumaczył na język albański utwór pod tytułem Wiadomość dla Garcii autorstwa Elberta Hubbarda.

## Tytuły
Został pośmiertnie uhonorowany tytułem Nauczyciela Ludu.